# Feinã
Feinã (Feinan) ou Fenã (Fenan), o local da antiga Punom/Pinom, é um sítio arqueológico da Jordânia situado na margem oriental de Arava, a meio caminho entre o mar Morto e o mar Vermelho. Engloba ruínas de uma cidade do Período Bizantino, que por sua vez está dentro de um distrito com 500 quilômetros quadrados conhecido historicamente pela presença de depósitos de cobre sedimentar de Timna-Feinã-Eilate-Abu Cuseiba. A região é estudada desde 1984 pelo Museu Alemão da Mineração e o Departamento Jordaniano de Antiguidades e as escavações descobriram mais de 250 minas antigas e 150 000-200 000 toneladas de escória.
Doze montes de escória no local apontam para uma produção de cobre em grande escala que foi a base para a exportação de metal para as cidades levantinas. Após o século V, o papel de Feinã como um importante fornecedor de cobre no sul do Levante terminou; no entanto, as evidências indicam que a cidade manteve uma certa importância.